# استان بنونتو

استان استان بنونتو (به ایتالیایی: Provincia di Benevento) از استان‌های کشور ایتالیا است. استان استان بنونتو در جنوب این کشور قرار دارد. مرکز این استان شهر بنونتو و زیرمجموعه ناحیه کامپانیا می‌باشد. مساحت این استان ۲٬۰۷۱ کیلومتر مربع و جمعیت آن ۲۸۶٬۴۶۴ نفر است.